# Кіндіо (департамент)
Департамент Кіндіо (ісп. Departamento de Quindío) — департамент Колумбії, розташований у західно-центральній частині країни в Андах. Територія — 1845 км² (31-й і один із найменших за розміром у Колумбії). Столиця — місто Арменія. Департамент відомий своїми кавовими плантаціями, яскравою архітектурою, м'якою погодою та численними туристичними пам'ятками. Він розташований між трьома найбільшими містами країни (Медельїн, Богота і Калі).